# Nassau (Alemania)
Nassau an der Lahn es una ciudad alemana situada en el distrito de Rin-Lahn en el land (estado federado) de Renania-Palatinado (en alemán: Rheinland-Pfalz). Se encuentra en el valle del río Lahn (afluente derecho del Rin) entre las ciudades de Bad Ems y Limburgo. Es atravesada por la ruta turística germano-neerlandesa Oranier-Route. 
Nassau es la sede principal de los condes de Nassau y a la vez castillo de origen común de los grandes duques de Luxemburgo y de la casa real de los reyes de los Países Bajos. En la misma ciudad está situada la corte de los de Stein, la sede de los barones imperiales de Stein, lugar de nacimiento del reformador y ministro prusiano Karl Freiherr vom Stein.